# Frank Carter (Leichtathlet)
Frank Carter (eigentlich Frederic T. Carter; * 13. Januar 1879 in Kensington; † 4. Juni 1941 in Sheffield) war ein britischer Geher.
1906 wurde er britischer Meister im Sieben-Meilen-Bahngehen.
Bei den Olympischen Spielen 1908 in London wurde er in 1:21:20,2 h Vierter im Zehn-Meilen-Bahngehen, zeitgleich mit dem Bronzemedaillengewinner Edward Spencer.
Frank Carter startete für die Queens Park Harriers.